# Marlinton
La ville de Marlinton est le siège du comté de Pocahontas, dans l’État de Virginie-Occidentale, aux États-Unis. Sa population s’élevait à 1 054 habitants lors du recensement de 2010, estimée à 985 habitants en 2018.

## Histoire
D’abord appelée Marlin’s Bottom, la ville doit son nom à Jacob Marlin, qui fut le premier colon à s’implanter à l’ouest des monts Allegheny, en 1749.